# Cotton Club (musikgrupp)
Cotton Club är en svensk musikgrupp som bildades 1984 och leds av sångaren och kapellmästaren Richard Häger. Gruppen debuterade på restaurang Strömsborg i Stockholm.
Bandet, som består av tio personer, är specialiserat på 70-talsdisco, men spelar även flera andra genrer, till exempel cocktailjazz, "easy listening" och soul.
Bandet har spelat på flera galor, som Guldknappen 1997, Guldbaggegalan 1998, och Guldägget 2001, samt en rad stora evenemang i Globen och Blå Hallen. Cotton Club har medverkat i flera TV-produktioner, bland annat som mellanakt vid Melodifestivaldltävlingen i Umeå i mars 2004. Bandet var husband i Tomas Tengbys talkshow i SVT under tre säsonger. Cotton Club har även turnerat utomlands, i Norge och Finland samt Tyskland, Grekland, Frankrike och Singapore.
Cotton Club skivdebuterade 1984 med albumet Hon går rakt fram. Året efter kom det uppföljande albumet Nattens puls.
Cotton Club spelade på bröllopsfesten efter kronprinsessan Victorias vigsel med Daniel Westling den 19 juni 2010.
Efter många år utan nya skivor, släppte bandet singeln We Gotta Dance 2021. År 2022 släpptes en londonremix av denna singel.